# HMD Global
Human Mobile Devices (HMD), formalment HMD Global, és un fabricant finlandès de telèfons mòbils. L'empresa està formada pel negoci de telefonia mòbil que Nokia Corporation va vendre a Microsoft el 2014 i que després va tornar a comprar el 2016. HMD va començar a comercialitzar telèfons intel·ligents de marca Nokia i telèfons funcionals l'1 de desembre de 2016. La companyia té els drets exclusius de la marca Nokia per a telèfons mòbils mitjançant un acord de llicència. La marca HMD inicialment només es va fer servir per a finalitats corporatives i no apareix a la publicitat, mentre que el nom "Nokia Mobile" s'utilitza a les xarxes socials. Quan es va llançar, les sigles HMD significaven "Hon Hai Mobile Services" ('Dispositius Mòbils Hon Hai'), en referència a l'accionista principal en el moment de creació de la companyia, el grup taiwanès Foxconn (Evenwell/FiH). El gener del 2024, HMD va canviar el nom a "Human Mobile Devices" ('Dispositius Mòbils Humans') i va començar a fer servir la seva pròpia marca en dispositius futurs, juntament amb la de Nokia.
HMD té una associació amb Google i utilitza el sistema operatiu Android amb el programa Android One als seus telèfons intel·ligents, mentre que els telèfons funcionals d'HMD fan servir la plataforma Series 30+ o, més recentment, KaiOS, derivat de Firefox OS.
HMD té la seu a Espoo, Finlàndia, i està dirigida en gran part per antics executius de Nokia. El primer CEO va ser Arto Nummela, un veterà amb més de 17 anys a Nokia, fins al juliol de 2017, quan el president de la companyia, Florian Seiche, va assumir el càrrec d'executiu en cap. La fabricació està subcontractada a la filial de Foxconn FIH Mobile. Nokia té una inversió en HMD i continua sent-ne soci, i hi estableix requisits obligatoris i patents i tecnologies, a canvi de pagaments de drets d'autor. L'estratègia de màrqueting d'HMD anuncia els telèfons Nokia com a "purs, segurs i actualitzats" (en referència a una interfície d'Android d'estoc i el seu compromís amb les actualitzacions ràpides), basada en la confiança i la nostàlgia de la marca.

## Història
Nokia va ser un fabricant líder mundial de telèfons mòbils i telèfons intel·ligents fins que va començar a lluitar per mantenir el lideratge del mercat a causa de l'augment d'ofertes de telèfons intel·ligents més innovadors d'Apple, Samsung i Google. Per diverses raons, Nokia no va poder mantenir la popularitat que va tenir als anys 2000. La seva associació inicial amb Microsoft per fer servir el seu sistema operatiu tampoc hi va ajudar, ja que les ofertes d'aplicacions mòbils de Windows Phone no eren tan completes com les d'iOS d'Apple i Android de Google.
En aquell moment, Nokia tenia una línia de telèfons funcionals i una altra línia de telèfons intel·ligents de gamma baixa i alta de les línies de productes Nokia Eseries, Microsoft Lumia i Nokia Asha.
A principis de la dècada del 2010, Nokia havia perdut una important quota de mercat de telefonia mòbil, superada per Apple i Samsung.
El 2014, el negoci de telefonia mòbil de Nokia es va vendre a Microsoft, juntament amb el dret de fer servir la marca Nokia per a telèfons mòbils durant deu anys. Microsoft va utilitzar la marca principalment com a mitjà per introduir el seu sistema operatiu mòbil Windows Phone, que maldava per aconseguir una presència significativa al mercat. Els telèfons intel·ligents Microsoft Lumia no van obtenir aquesta presència en un mercat de telèfons intel·ligents altament competitiu, dominat pels dispositius Android i iOS. L'octubre del 2014, Microsoft va decidir abandonar la marca Nokia a favor de la seva gamma de telèfons intel·ligents Lumia amb el llançament de Microsoft Lumia 535, mentre que només va mantenir la marca Nokia el segment de telèfons funcionals.

### Tornada a Nokia
El CEO de Nokia, Rajeev Suri, va dir el juny de 2015 que la marca Nokia tornaria als telèfons intel·ligents. A principis d'aquest any, Nokia Technologies va llançar la tauleta N1 amb Android. Segons els termes de l'acord d'adquisició amb Microsoft, Nokia no podia vendre telèfons de la marca Nokia fins al 31 de desembre de 2015. Suri va dir el febrer de 2016 que volia que l'empresa estigués en una posició en què codissenya amb un altre fabricant, però manté "les mesures de control adequades".
HMD Global Oy es va incorporar originalment a Hèlsinki el 9 de novembre del 2015.
El 18 de maig del 2016, Microsoft Mobile va anunciar la venda del seu negoci de telefonia funcional a HMD Global i FIH Mobile. La venda incloïa els drets de disseny i els seus drets per fer servir la marca Nokia en tota mena de telèfons mòbils i tauletes arreu del món fins al 2024, llevat del Japó, on els telèfons mòbils de la marca Nokia no es venen des del 2008. HMD també va signar un acord de llicència amb Nokia Corporation que incloïa donar-li l'ús de llicències de patent essencials estàndard per a mòbils. Nokia va dir que aquest moviment era per "unir una de les marques icòniques de mòbils al món amb el sistema operatiu mòbil líder". Algunes fàbriques de Microsoft Mobile, incloent-hi una situada a Vietnam, s'havien venut a Foxconn, el fabricant d'electrònica més gran del món.
Es va acordar que els productes HMD es fabricarien a les fàbriques FIH/Foxconn. La venda total, tant a HMD Global com a FIH Mobile, va ascendir a 350 milions de dòlars. HMD va decidir invertir 500 milions de dòlars per donar suport a la comercialització dels nous productes durant els tres anys següents. A més, l'empresa compta amb el suport d'un fons de capital privat amb seu a Luxemburg, anomenat Smart Connect LP i dirigit per Jean-François Baril, que va ser vicepresident sènior de Nokia de 1999 a 2012.

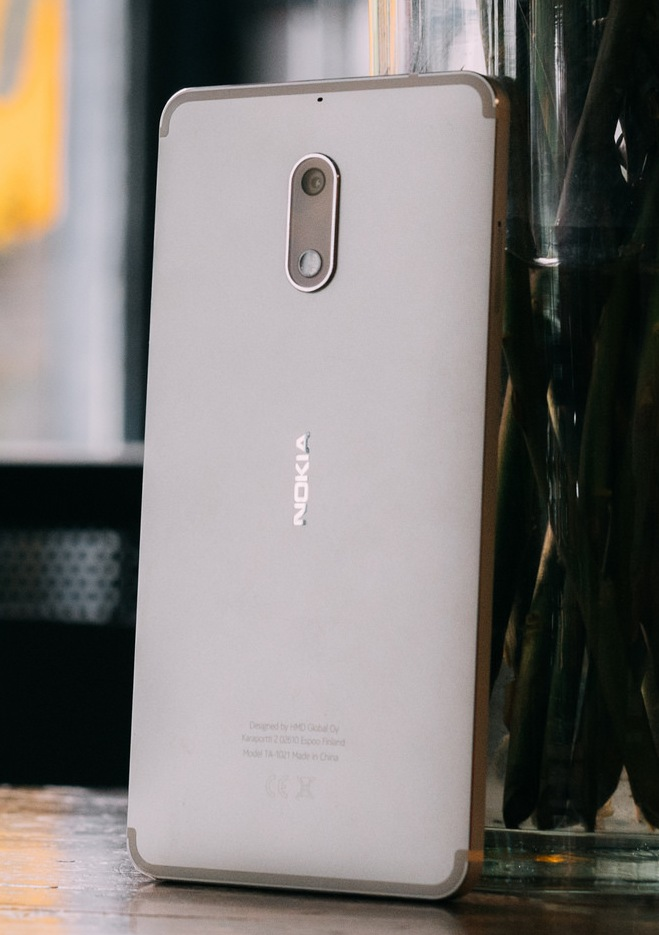
Nokia 6, el primer telèfon intel·ligent d'HMD i el primer Nokia amb Android certificat per Google Play

L'1 de desembre del 2016, el lloc web de Nokia mostrava dispositius mòbils a la venda per primera vegada des del 2014. Els seus primers dispositius, els telèfons Nokia 150 i 150 Dual SIM, es van anunciar el 13 de desembre del 2016, mentre que el seu primer telèfon intel·ligent Android, Nokia 6, es va anunciar el 8 de gener del 2017. Al Mobile World Congress del febrer del 2017, HMD va anunciar el rellançament de l'icònic Nokia 3310, juntament amb dos nous dispositius Android anomenats Nokia 3 i Nokia 5. El primer telèfon intel·ligent Android de la marca Nokia, el Nokia 6, es va llançar a la Xina i altres mercats asiàtics a partir del gener, mentre que els llançaments occidentals van començar al juny començant per Finlàndia, amb un llançament mundial complet dels tres dispositius Android l'agost del 2017.
El 6 de juliol del 2017, HMD es va associar amb Carl Zeiss AG per proporcionar òptica de lents de càmera per als telèfons intel·ligents Nokia. Nokia ja havia fet servir l'òptica Zeiss en els seus telèfons mòbils entre el 2005 i el 2014.